# NGC 4559
NGC 4559 sau Caldwell 36 este o galaxie spirală din constelația Părul Berenicei și se află la o distanță medie de aproximativ 29 milioane de ani-lumină (8,9 parseci) de Pământ. 